# The Roller Skating Policeman
The Roller Skating Policeman (Les agents à roulettes) è un cortometraggio del 1911 diretto da André Heuzé.